# مسئله دشوار خودآگاهی
منظور از مسئله دشوار آگاهی این پرسش است که چرا یک سوژه، خودآگاه است، درحالی که می‌تواند نباشد. علم روزی می‌تواند چگونگی عملکردی، دینامیکی و ساختاری یک ذهن خودآگاه را توجیه و تشریح کند که به این موارد در مقابل مسئله‌های سادهٔ خودآگاهی می‌گویند، اما حتی پس از تشریح همهٔ این‌ها، باز می‌توان این سؤال را مطرح کرد که اساساً چرا یک سوژه تجربهٔ خودآگاهی دارد؟ این یک مسئلهٔ دشوار برای علم است، یا شاید فراتر از مرزی باشد که علم توانایی توصیف آن را دارد. این چالش را به گونه‌ای دیگر نیز می‌توان مطرح کرد: حتی در صورتِ توصیف کامل مشخصات فیزیکی و چگونگی عملکردی یک موجود و ذهنش، باز این سؤال را بی‌پاسخ می‌ ماند که آیا موجود یک سوژهٔ خودآگاه هست یا نه؟ در واقع این گونه به نظر می‌رسد یک خلأ توصیفی بین جهان فیزیکی و خودآگاهی وجود دارد. نام «دشوار» و «آسان» را اولین‌بار دیوید چالمرز در سال ۱۹۹۵ بر روی این مسائل گذاشت. این موضوع از موضوعات مورد بحث در فلسفه ذهن معاصر است.